# Estrella de Guerra
Estrella de Guerra es un personaje ficticio en el Universo Marvel.

## Biografía del personaje ficticio
Poco se sabe de Estrella de Guerra antes de formar parte de la Guardia Imperial Shi'ar, así como también se sabe poco del origen de sus poderes. Sin embargo lo que sí se sabe es que la unión de B'nee y C'cil que se conoce como Estrella de Guerra es únicamente una de las tantas agrupaciones de estas razas que trabajan para el Imperio Shi'ar. Este Estrella de Guerra llegó a ser miembro de la Elite de la Real Guardia Imperial y protegió al Emperador D'Ken, pero no participó en la lucha contra los X-Men, que buscaban rescatar a la secuestrada Lilandra. Estrella de Guerra también formó parte del equipo que se enfrentó a los X-Men en la luna, por la vida de Jean Grey, peleando contra Coloso y Bestia. Mientras B'nee derrotaba a Bestia con sus rayos eléctricos, C'cee no podía derrotar a Coloso, que los derrotaría a los dos.
Cuando Lord Samedar y Ave de Muerte intentaron arrebatar a Lilandra el trono, Estrella de Guerra se les unió y combatió a los Imperiales fieles a Lilandra. Oráculo y sus compañeros fieles, hubieran derrotado a Estrella de Guerra y al resto de los traidores de la Guardia Imperial, pero el traicionero Lord Samedar activó una bomba que había ocultado en Estrella de Guerra, derrotando a Oráculo y a sus compañeros, permitiéndole capturarles, hasta que Lilandra regresó y les liberó. Se desconoce cómo Estrella de Guerra fue exonerado de sus delitos de traición, pero su siguiente aparición fue como un miembro más de la Guardia Imperial Shi'ar.
Cuando estalló la guerra entre Krees y Shi'ar, Estrella de Guerra formó parte del grupo de asalto que fue a la Tierra. Allí intentó secuestrar a Rick Jones, para que le dijera el paradero de la base Kree oculta en la Tierra, pero se encontró con el Capitán América, que le derrotó. Estrella de Guerra logró escapar, y seguir al Capitán América y a los Vengadores Costa Oeste hasta la base kree, y una vez allí, junto a sus compañeros Tempestad, Oráculo y Electrón, robaron el arma que venían a buscar y se marchó, continuando la lucha contra los kree.
Posteriormente formó parte de una operación en la que un grupo de Inhumanos junto al resto de la guardia de Ronan el Acusador intentaron acabar con la vida de la emperatriz Lilandra. La Guardia acabó evitando el acontecimiento gracias a que incorporaron a Delphos, que podía ver el futuro. En el enfrentamiento, Estrella enfrentó a Gorgón y Karnak. Liberada Lilandra al ser suplantada, se acusó del asunto a Jason de Sparta, el futuro padre de Starlord.
Tal vez por sus antiguas traiciones o por nuevos actos delictivos, Estrella junto con Husar, Neutrón y Telaraña Alada fueron expulsados durante un tiempo de la Guardia exiliándolos a la Tierra. Allí se aliaron con Martillo Estelar, un miembro de la raza D’Bari, para enfrentarse a los X-Men aunque fueron derrotados en una lucha en la que Cable noqueó a Estrella. 
Con la llegada al imperio de Vulcano y su política agresiva, algunos de los antiguos guardianes castigados fueron perdonados y recuperados a filas. De este modo Húsar fue uno de los miembros de la Guardia Imperial convocado por Vulcano para montar un retén de seguridad durante la boda de éste con Ave de Muerte llegando a pelear con los Saqueadores que querían sabotearla. Durante las luchas, Vulcano asesinó a D’Ken y a Corsario proclamándose emperador, por lo que la Guardia Imperial se puso a sus órdenes.
A las órdenes de Vulcano durante la guerra de los Shi’ar con los Scy’ar Tal, Estrella estuvo presente en el enfrentamiento entre Araki con sus Comandos de la Muerte Shi’ar contra los Saqueadores de Kaos. La Guardia acabó uniendo fuerzas en la guerra con los Saqueadores, pero al final Estrella y sus compañeros tuvieron que seguir órdenes y acabar encarcelando a la mayor parte de los Saqueadores pese a que colaboraron juntos. Tiempo después, el resto de los Saqueadores capitaneados por Lilandra fueron a su rescate y Estrella, junto con otros compañeros, los Comandos de la Muerte y los nuevos miembros de la Guardia Imperial intentaron impedirlo sin éxito, lo que acabó con la espina dorsal de Ave de Muerte y aceptando que la Guardia Imperial se uniera al ejército en las misiones expansivas de Vulcano.
Estrella fue uno de los miembros de la Guardia Imperial convocado por el nuevo emperador para provocar una masacre entre los krees durante la celebración de las bodas entre Ronan y la princesa Cristal de los Inhumanos. Durante la batalla, Estrella ayudó a secuestrar a Lilandra. Al final de esta misma Guerra de Reyes, terminada trágicamente con una explosión que aparentemente acabó con la vida de Vulcano y del rey Rayo Negro y con el asesinato de Lilandra, Estrella junto con otros Guardianes acudió al entierro de su antigua majestad y contempló cómo Gladiador acababa haciéndose pese a no desearlo con el puesto vacante de Majestor del Imperio Shi'ar, por lo que Estrella y el resto de la Guardia Imperial fueron puestos a sus órdenes.

## Poderes y habilidades
Estrella de Guerra es en realidad un simbionte mecanoide de dos seres separados, B'nee y C'cil. B'nee se mueve en una cavidad en la parte posterior de C'cil. B'nee y C'cil parecen comunicarse a través de un medio que puede ser telepático. B'nee y C'cil están vinculados empáticamente para que cuando B'nee sienta dolor, también C'cil. Debido a su baja inteligencia, C'cil depende de B'nee para guiarlo en el combate. B'nee eléctricamente puede shockear a un oponente con su toque, y C'cil posee fuerza sobrehumana y durabilidad.
Estrella de Guerra está entrenado en combate armado y desarmado por la Guardia Imperial Shi'ar, y utiliza un pequeño dispositivo anti-gravedad de la Guardia Imperial que le permite volar.

## En otros medios

### Televisión
- En la serie X-Men, Estrella de Guerra aparece en La Saga Fénix y La Saga Fénix Oscuro junto con el resto de la Guardia Imperial.

### Videojuegos
- Estrella de Guerra aparece en Marvel: Ultimate Alliance. Él aparece en la nave de guerra Shi'ar y lucha contra los héroes junto con Rayo Estelar. Un disco de simulación tiene a Wolverine tratando de evitar que Estrella de Guerra vuele en pedazos la Base Omega de S.H.I.E.L.D.. Él no habla cuando lucha junto a Rayo Estelar, sino que habla en el disco de simulación de Wolverine (donde le da voz John Cygan).